# WinG
WinG(Win Gee로 발음)는 컴퓨팅 분야에서 윈도우 3.x 운영 환경에서 더 빠른 그래픽 성능을 제공하도록 설계된 API(응용 프로그램 프로그래밍 인터페이스)로, 처음에는 게임 개발자가 도스 게임을 마이크로소프트 윈도우로 보다 쉽게 포팅할 수 있도록 돕는 방법으로 자리 잡았다. 그러나 DirectX를 선호하면서 빠르게 중단되었다.

## 배경
WinG는 두 가지 문제를 해결했다. WinG가 해결한 첫 번째 문제는 윈도우 3.x가 장치 독립적인 비트맵을 기반으로 하는 장치 컨텍스트(DC) 생성을 지원하지 않고 실제 디스플레이 장치만 지원한다는 것이다. GDI(그래픽 장치 인터페이스) DC의 주요 제한 사항 중 하나는 쓰기 전용이라는 것이다. 한번 작성된 데이터는 검색할 수 없다. 두 번째 문제는 모든 GDI 드로잉이 윈도우 3.x 비디오 드라이버에서 구현되었다는 것이다. 여기에는 비트맵 그리기가 포함되었다. 분명히 그러한 루틴의 성능은 드라이버에 따라 다양했다.

## 같이 보기
- 윈도우 API
- 도스박스